# The Astro-Zombies
The Astro-Zombies és una pel·lícula estatunidenca dirigida per Ted V. Mikels, estrenada el 1968.

## Argument
El pla per construir un superhumà assassinant convenients víctimes innocents i utilitzant-ne diverses parts és un fracàs i el resultat és un nombre de criatures en excés.

## Repartiment
- Wendell Corey: Holman
- John Carradine: Dr. DeMarco
- Tom Pace: Eric Porter
- Joan Patrick: Janine Norwalk
- Tura Satana: Satana
- Rafael Campos: Juan